# Dismaland
Dismaland és un parc d'atraccions creat per l'artista britànic Banksy ubicat a Somerset, a Anglaterra. És concebut com un projecte artístic. Banksy el descriu com un "parc temàtic inadequat per a nens".
En la construcció del parc han participat fins a 58 artistes de 27 països diferents convidats personalment per l'autor. S'hi poden trobar obres inèdites d'artistes com Damien Hirst, Jenny Holzer, Mike Ross, Ben Long, Dietrich Wegner i Jimmy Cauty. El nom elegit per al parc juga amb la paraula anglesa Dismal que significa depriment; i pretén ser una sàtira irònica de Disneyland, cosa que posen de manifest en el seu logo i en el peu del seu web, on es pot llegir The following are strictly prohibited in the Park – spray paint, marker pens, knives and legal representatives of the Walt Disney Corporation. (Estrictament prohibit en el parc: esprai, pintura, retoladors, ganivets i representants legals de la corporació Walt Disney).
El parc és una instal·lació temporal. Va ser inaugurat el 22 d'agost de 2015 i es clausurà el 27 de setembre del mateix any.

## Recepció
L'alta demanda d'entrades a Dismaland n'han col·lapsat el web repetidament. Hi ha gent que es pregunta si això pot haver estat causat deliberadament pel mateix Banksy, com a part de la ironia de l'experiència Dismaland.